# Never Ever (Ayumi Hamasaki)
Never Ever è un brano musicale della cantante giapponese Ayumi Hamasaki, pubblicato come suo ventunesimo singolo il 16 maggio 2001. Il brano è estratto dall'album I Am.... Il singolo è arrivato alla prima posizione della classifica Oricon dei singoli più venduti in Giappone ed ha venduto 756 980 copie. Inoltre, al momento della sua pubblicazione, il singolo era il terzo più scaricato in Giappone.

## Tracce
CD singolo AsiaAVCD-30254
Testi e musiche di Ayumi Hamasaki.
1. Never Ever (Original Mix)– 4:41
2. Never Ever (Yuta's prayer mix)
3. Seasons (H-H Remix)
4. Never Ever (Project O.T. MIX)
5. Never Ever (Laugh & Peace MIX)
6. Never Ever (Empty Pot Shuttlecock Wood)
7. Evolution (Ayu Can Hear U Mix)
8. Never Ever (nicely nice hot stab remix)
9. Never Ever (tears of aquarius mix)
10. Never Ever (Original Mix -Instrumental-) – 4:41

Durata totale: 50:52

## Classifiche
| Classifica (2001)           | Posizione |
| --------------------------- | --------- |
| Oricon Weekly Singles Chart | 1         |
| Oricon Yearly Singles Chart | 16        |